# Bruce Artwick
 (juillet 2023).
Si vous disposez d'ouvrages ou d'articles de référence ou si vous connaissez des sites web de qualité traitant du thème abordé ici, merci de compléter l'article en donnant les références utiles à sa vérifiabilité et en les liant à la section « Notes et références ».
Bruce Artwick, né le 1er janvier 1953, est un ingénieur en informatique américain. Il est le créateur du premier logiciel de simulation de vol destiné au grand public. Il fonde SubLogic en 1977, après avoir obtenu un diplôme de l'Université de l'Illinois à Urbana-Champaign. Il édite la première version de Flight Simulator pour Apple II l'année suivante. Son logiciel original pour l'Apple II est acheté par Microsoft en 1982 et devient Microsoft Flight Simulator.
Après subLOGIC, Bruce fonde l'Organisation Bruce Artwick (BAO), dont les logiciels de simulations aéronautiques sont également achetés par Microsoft.

## Biographie

### Enfance et éducation
Bruce Artwick naît et grandit à Norridge dans l'Illinois, près de Chicago. Il fréquente le Triton Junior College avant d'entrer en 1973 à l'université de l'Illinois à Urbana-Champaign pour étudier le génie informatique. Il suit initialement des cours d'électrotechnique croyant que ce diplôme serait davantage coté dans le marché. Il s'enthousiasme toutefois pour l'aviation en effectuant des recherches au Laboratoire de recherche aéronautique, comme technicien au DCL (Digital Computer Lab).
Entre 1975 et 1976, Artwick et son groupe de graphisme à l'Université de l'Illinois conçoivent des terminaux graphiques pour le DCL. Simultanément, il devient pilote. Sa grande pratique du graphisme en informatique lui procure une forte expertise. Il déclare : « J'ai appris plus en travaillant dans le sous-sol du DCL qu'en classe. »
Bruce Artwick obtient une licence universitaire en génie électrique en 1975, puis une maîtrise en génie électrique l'année suivante.

### Flight Simulator
Dans sa thèse de mai 1976, intitulée « Un affichage lumineux dynamique polyvalent généré par ordinateur », il représente le modèle du vol d'avion au moyen d'un écran d'ordinateur. Artwick prouve qu'il est possible d'utiliser le microprocesseur 6800, qui est le premier micro-ordinateur disponible, pour gérer les graphismes ainsi que les calculs spécifiques nécessaires pour simuler un vol d'aéronef, en temps réel.
Après avoir créé la société SubLogic en 1977, il exploite sa thèse en développant le premier programme de simulateur de vol. Ce dernier est conçu pour l'Apple II construit avec le microprocesseur 6502. Il améliore son produit avec une version disponible sur les Radio Shack TRS-80. À partir de 1981, Flight Simulator devient si populaire qu'il est le logiciel le plus vendu pour Apple. [réf. nécessaire]
Peu de temps après, Microsoft sollicite une licence pour Flight Simulator. L'entreprise obtient une licence conjointe. En novembre 1982, la version Microsoft de Flight Simulator est vendue comme programme de divertissement pour PC. Au fil des années, ses graphismes s'améliorent et le logiciel s'étoffe.

### subLOGIC
Artwick fonde subLOGIC en octobre 1977. Le nom vient des circuits logiques construits par Artwick pour le PDP-11 au DCL de l'Université de l'Illinois. [réf. nécessaire]
subLOGIC est absorbé en avril 1978 par le partenaire d'Artwick, Stu Moment. La stratégie de distribution de subLOGIC consiste à vendre des logiciels par voie postale. La compagnie se développe considérablement en deux années. Artwick regroupe une partie de ses activités à Champaign-Urbana. subLOGIC continue de croître en développant diverses versions du programme de simulation de vol ainsi que d'autres logiciels de divertissement. Au début de l'année 1982, Flight Simulator est devenu l'un des produits les plus vendus pour Apple qui disposait d'une licence adaptée.
Microsoft, intéressé par l'expertise d'Artwick en simulation de vol lui demande de participer à un projet qui allait changer l'industrie de la simulation. Plutôt que de se limiter à la reproduction d'un vol, Microsoft voulait mettre en valeur les capacités graphiques de l'ordinateur. À la fin des années 1980, l'entreprise subLOGIC perd de l'importance (les processeurs 8 bits sont passés à 16 bits). Artwick commence de nouveaux projets ; il quitte subLOGIC.

### BAO Ltd.
Quittant subLOGIC en 1988, Artwick fonde BAO Ltd. (Bruce Artwick Organisation). Il conserve les droits d'auteur de Flight Simulator, qu'il continue de développer. BAO commence avec six employés et passe à plus de trente en 1995.
BAO se développe en vendant des logiciels aéronautiques dans de nombreuses versions différentes pour divers systèmes. Le marché s'élargit à des produits de simulation de vol conçus pour la Federal Aviation Administration. BAO édite des logiciels d'aviation tels que des simulateurs de tour de contrôle pour former les contrôleurs de circulation aérienne.
En 1994, BAO publie Microsoft Space Simulator. En 1995, il lance Tower, un autre simulateur de contrôle de la circulation aérienne. En janvier 1995, l'entreprise BAO ainsi que les droits de Flight Simulator sont acquis par Microsoft. Artwick travaille pour l'entreprise en tant que consultant.